# Idaea africarabica
Idaea africarabica là một loài bướm đêm trong họ Geometridae.